# Лапчинський Юрій Федорович
Ю́рій (Георгій) Фе́дорович Лапчи́нський (7 січня 1887, Царське Село, Санкт-Петербурзька губернія, Російська імперія — 13 березня 1938, Колима, СРСР) — більшовицький діяч, один з лідерів націонал-комуністів в Україні.
Жертва Сталінського терору.

## Життєпис
Народився 7 січня 1887 у Царському Селі в сім'ї військового лікаря. Гімназистом долучився до революційного руху, з жовтня 1905 — член РСДРП(б). У 1911 закінчив юридичний факультет Петербурзького університету. 1910 і 1911 заарештований, засуджений до заслання, з 1914 відбував в Новогеоргієвську Херсонської губернії, з 1915 в Кременчуці, зайнявся адвокатською практикою, керував підпільною організацією РСДРП в місті і посаді Крюкове.
У 1917 очолював Раду робітничих і солдатських депутатів і міську думу Кременчука, в часі корніловського повстання — комітет оборони Кременчука.
У Харкові в грудні 1917 на Першому Всеукраїнському з'їзді Рад на доповідь Лапчинського «Про владу і державний устрій на Україні» прийнято резолюцію про проголошення України республікою Рад робітничих, солдатських і селянських депутатів. Лапчинського обрано членом найвищого в період між з'їздами Рад органу державної влади — ЦВК Рад України. 17 (30) грудня ЦВК затвердив склад першого Радянського уряду республіки — Народного Секретаріату. Лапчинський на посаді головного писаря (керуючого справами), пізніше — народного секретаря соціального забезпечення за сумісництвом, після II Всеукраїнського з'їзду Рад в Катеринославі у березні 1918 — народного секретаря судових справ (юстиції). Як політичний представник Народного Секретаріату при командуванні радянськими військами Лапчинський взяв участь у поході з Харкова на Київ.
У квітні 1918 направлений до Москви, очолив українське відділення Народного комісаріату закордонних справ РСФРР. Брав участь у переговорах делегації Радянської Росії з делегацією України.
У грудні 1918 — уповноважений Тимчасового робітничо-селянського уряду України на Чернігівщині. В 1919 голова Чернігівського губревкому. В травні-серпні Лапчинський призначений на пост секретаря ВУЦВК замість С. В. Косіора, затвердженого членом Політбюро і секретарем ЦК КП(б)У.
У 1919 (з В. Шахраєм) виступив з різкою критикою ленінської програми з національного питання. В 1919-20 очолював у КП(б)У опозиційну фракцію (федералістів) у складі КП(б)У — добивалася з боротьбистами утворення самостійної української комуністичної партії, виступала за рівноправні федеративні відносини між УСРР і РСФРР.
У листопаді 1919 на Гомельській партійній конференції (з П. Поповим і П. Ф. Слиньком) відстоював ідею незалежної української комуністичної партії та радянської Української держави. У 1920-22 — секретар ВУЦВК, член Київського губревкому і губкому партії.
У квітні 1920 звинуватив керівництво РКП(б) у запровадженні режиму воєнної окупації. Заявив, що РСФРР ставиться до УСРР як західноєвропейські імперіалістичні держави до азіатських або африканських колоній. У 1920 вийшов з КП(б)У, вступив до Української Комуністичної Партії, один з лідерів партії.
У 1922 виїхав за кордон, жив у Варшаві, Берліні, Італії. Працював представником Українського Червоного Хреста і Державного видавництва України.
Повернувшись в 1926 до УСРР, працював юрисконсультом банку в Києві, директором кінофабрики в Одесі. З тактичних міркувань відновив членство у ВКП(б) в грудні 1926 року.
З квітня 1928 по липень 1930 — радянський консул у Львові. 2 червня 1928 виступив із промовою перед представниками місцевої преси. Приємне враження на українців Львова справило те, що Лапчинський віддав перевагу представникам української преси, запросивши їх на 13-ту годину, а польським зустріч була призначена о 18-й годині. Однак зачарування минулося швидко. 21 листопада 1929 українська молодь провела демонстрацію проти переслідувань і арешту українських діячів в Радянській Україні біля приміщення радянського консульства у Львові; демонстранти співали гімн «Ще не вмерла Україна», вибили шибки на вікнах приміщення. Консул Лапчинський стріляв з револьверу у повітря. Серед протестаційних вимог західноукраїнської молоді, що їх ухвалило студентське віче того ж 21 листопада, були й безпосередньо спрямовані проти присутності консульства у Львові й заклики до його бойкотування. Католицька «Нова Зоря» 25 травня 1930 вмістила замітку «Лист совітського конзуля у Львові», зробивши особливий наголос на нехтуванні представником СССР загальноприйнятими нормами дипломатичного етикету (щодо «процесу УВО»). Наслідком небажаного для Кремля скандалу стали кадрові зміни у львівському Консульстві. 22 липня 1930 політбюро ЦК КП(б)У ухвалило рішення про звільнення Лапчинського з посади консула у Львові.
Працював у Харкові членом президії і завідувачем сектору Держплану УСРР, з 1934 — у Києві членом облвиконкому і завідувачем обласного відділу комунального господарства.
Навесні 1935 Лапчинський в Алмати на посаді заступника наркома охорони здоров'я і головного санітарного інспектора Казахстану.

## Сталінський терор
Восени арештований, 21 квітня 1936 Особливою нарадою при НКВС СРСР засуджений на 5 років спецтаборів. Покарання відбував на Колимі, розстріляний 13 березня 1938.
У 1957 реабілітований посмертно.

## Твори Лапчинського
- Георг Лапчинський. Національна політика за десять років соціяльної революції [Архівовано 24 грудня 2014 у Wayback Machine.]
- Георг Лапчинський. З перших днів всеукраїнської радянської влади (Спогади) // Летопись революции. 1927, № 5-6, с. 46—66.
- Гомельское совещание. Воспоминания // Летопись революции. 1926. № 6.
- Національна політика КП(б)У та помилки її колишніх противників // Комуніст. 1926, 21–22 груд.
- Як українські робітники та селяни вперше здобували собі владу. Х., 1928.